# Vjenceslav Mihetec
O. Vjenceslav od Majke Božje Remetske (Mihetec), OCD (Zagreb, 22. rujna 1945. – Zagreb, 12. veljače 2015.) bio je hrvatski katolički svećenik, karmelićanin.

## Životopis

### Mladost i obrazovanje
Rođen je u Zagrebu u obitelji s petero djece. Osnovnu i srednju učiteljsku školu pohađa u Zagrebu. Zapošljava se kao nastavnik i upisuje studij književnosti i filozofije na Filozofskom fakultetu Sveučilišta u Zagrebu. Napušta studij i poslije odsluženja vojnog roka, 8. ožujka 1969. godine u Somboru ulazi u karmelićanski novicijat. Prve zavjete položio je 9. ožujka 1970. u Somboru, a svečane 10. studenoga 1974. godine. Teologiju studira na Katoličkom bogoslovnom fakultetu u Zagrebu i Papinskom teološkom fakultetu Teresianum u Rimu. Za đakona je zaređen 14. prosinca 1974., a za prezbitera 29. lipnja 1975. godine.

### Pastoralna služba
Pastoralno djeluje u zagrebačkim Remetama, Somboru, Hrvatskom Leskovcu i Krku. Održava duhovne vježbe i obnove redovničkim zajednicama i svećenicima, pučke misije u župama i kateheze mladima. U redovničkoj zajednici bio je prefekt sjemeništa i magistar klerika, župnik i poglavar samostana i svetišta Majke Božje Remetske, predavač na Sustavnom studiju duhovnosti i provincijal Hrvatske karmelske provincije. Bio je i predsjednik Hrvatske konferencije viših redovničkih poglavara. Od 1994. do 2012. godine uređivao je emisiju Hvaljen Isus i Marija na Radio Sljemenu. Tekstove tih emisija naknadno je sabrao i objavio u dvije knjige. Umro je u Zagrebu od posljedica teškog moždanog udara. Sahranjen je na remetskom groblju.

## Djela
- Hvaljen Isus i Marija : jutarnje meditacije četvrtkom na Radio Sljemenu (2007.)[1]
- 50 obljetnica dolaska karmelićana u Hrvatsku (2010.)[2]
- Duša remetskog romara (2016.)[3]
- Hrabro naprijed, dobri i dragi ljudi : radosna vijest o. Vjenceslava (2017.)[4]
- Pjesme Majci Božjoj Remetskoj u čast (2019.)[5][6]

## Spomen
Godine 2018. na zagrebačkom Bukovcu otvoren je Park Vjenceslava Miheteca, sa spomenikom podignutom njemu u spomen. Svake godine dan njegove smrti u župi Remete obilježava se prigodnim duhovno-kulturnim programom.